# Julien Guadet
(Eléments et théorie de l’architecture)
Julien Guadet (Parigi, 23 dicembre 1834 – Lugano, 17 maggio 1908) è stato un architetto francese.
Allievo di Henri Labrouste, Guadet ha insegnato per 22 anni presso Scuola Nazionale Superiore di Belle Arti di Parigi, dove, tra gli altri, ha avuto come allievi Tony Garnier e Auguste Perret. Alla Ecole teneva il corso di Teoria dell'Architettura. Collabora alla costruzione, con Labrouste, della Biblioteca di St.Geneviève (1850) e trasferisce questa esperienza nel progetto dell'Hotel des Postes e Télégraphes di Parigi (1880).

## Eléments et théorie de l'architecture
La principale fortuna di Guadet viene dal suo più importante lavoro: Eléments et théorie de l'architecture. Libro edito nel 1901 composto da 4 tomi dove reimposta la questione della trasmissione del sapere disciplinare nella didattica istituzionale della Ecole. Nel primo tomo tratta gli Elementi dell'Architettura, nel secondo e terzo si sofferma sugli Elementi della Composizione per finire con il quarto dedicato all'etica professionale con i Doveri dell'Architetto. Il metodo compositivo teorizzato si basa sugli elementi modulari che compongono un edificio, scostandosi dalla teoria del Tipo Architettonico dominante a cavallo tra il XIX e XX secolo. Guadet apre all'architettura della prima epoca della macchina, legittima la frammentazione e la scomposizione del volume architettonico, il rapporto degli edifici con il contesto urbano.

## Riconoscimenti
- Prix de Rome 1864
- Medaglia all'Esposizione universale del 1878
- Ufficiale della Legion d'onore nel 1899 [5]